# Jacco Gardner
Jacco Gardner (Hoogeveen, 9 april 1988) is een Nederlands multi-instrumentalist.

## Carrière
Gardner maakt muziek beïnvloed door de psychedelische muziek van de jaren zestig. 3voor12 noemde hem in februari 2013 "een van de meest bejubelde Nederlandse muzikanten van dit moment, en dat zowel binnen als buiten Nederland". Zijn debuutsingle Clear the Air kwam in februari 2012 uit op het Spaanse label Action Weekend. In februari 2013 kwam zijn album Cabinet of Curiosities uit op het Amerikaanse label Trouble in Mind. Gardner trad op in Spanje, het Verenigd Koninkrijk en in Nederland onder andere op Noorderslag, Eurosonic en in De Wereld Draait Door en Vrijdagmiddag Live. In maart 2013 volgde een Amerikaanse tournee. In 2015 was zijn tweede album uit: Hypnophobia. Daarna werd het een poos stil rondom Gardner. Eind 2018 keerde hij terug met zijn derde album: Somnium. Hierin ging hij een nieuwe richting in: het album was instrumentaal, terwijl er op zijn vorige twee albums gezongen werd.
Eerder speelde Gardner in de band Lola Kite en in The Skywalkers.

## Discografie

### Albums
| Album met eventuele hitnotering(en) in de Nederlandse Album Top 100 | Datum van verschijnen | Datum van binnenkomst | Hoogste positie | Aantal weken | Opmerkingen |
| ------------------------------------------------------------------- | --------------------- | --------------------- | --------------- | ------------ | ----------- |
| Cabinet of curiosities                                              | 11-02-2013            | 16-02-2013            | 5               | 12           |             |
| Hypnophobia                                                         | 04-05-2015            | 09-05-2015            | 6               | 5            |             |

| Album met hitnotering(en) in de Vlaamse Ultratop 200 albums | Datum van verschijnen | Datum van binnenkomst | Hoogste positie | Aantal weken | Opmerkingen |
| ----------------------------------------------------------- | --------------------- | --------------------- | --------------- | ------------ | ----------- |
| Cabinet of curiosities                                      | 08-02-2013            | 16-02-2013            | 32              | 13           |             |
| Hypnophobia                                                 | 01-05-2015            | 16-05-2015            | 87              | 3            |             |

### Singles
| Single met hitnotering(en) in de Vlaamse Ultratop 50 | Datum van verschijnen | Datum van binnenkomst | Hoogste positie | Aantal weken | Opmerkingen |
| ---------------------------------------------------- | --------------------- | --------------------- | --------------- | ------------ | ----------- |
| Clear the air                                        | 07-01-2013            | 19-01-2013            | tip12           |              |             |
| Chameleon                                            | 15-04-2013            | 27-04-2013            | tip75           |              |             |
| Find yourself                                        | 19-02-2015            | 18-04-2015            | tip73           |              |             |